# Блер Расмуссен
Блер Расмуссен (англ. Blair Allen Rasmussen, нар. 13 листопада 1962, Оберн, Вашингтон, США) — американський професіональний баскетболіст, що грав на позиції центрового за декілька команд НБА.

## Ігрова кар'єра
Починав грати у баскетбол у команді Обернської старшої школи (Оберн, Вашингтон). На університетському рівні грав за команду Орегон (1981–1985). 
1985 року був обраний у першому раунді драфту НБА під загальним 15-м номером командою «Денвер Наггетс». Захищав кольори команди з Денвера протягом наступних 6 сезонів.
Другою і останньою ж командою в кар'єрі гравця стала «Атланта Гокс», до складу якої він приєднався 1991 року і за яку відіграв 2 сезони.